# Cottonwood County
Cottonwood County er et county i den amerikanske delstat Minnesota. Amtet ligger i de sydlige del af delstaten og grænser op til Redwood County i nord, Brown County i nordøst, Watonwan County i øst, Martin County i sydøst, Jackson County i syd, Nobles County i sydvest og mod Murray County i vest.
Cottonwood Countys totale areal er 1 681 km² hvoraf 23 km² er vand. I 2000 havde amtet 12.167 indbyggere. Amtets administration ligger i byen Windom som også er amtets største by.
Amtet har fået sit navn efter floden Cottonwood River som løber igennem amtet.

## Demografi
Ifølge folketællingen fra 2000 boede der 12.167  personer i amtet. Der var 4.917 husstande med 3,338  familier. Befolkningstætheden var 7 personer pr. km². Befolkningens etniske sammensætning var som følger: 95,23 % hvide, 0,34 % afroamerikanere.
Der var 4.917 husstande, hvoraf 28,60 % havde børn under 18 år boende. 58,10 % var ægtepar, som boede sammen, 6,90 % havde en enlig kvindelig forsøger som beboer, og 32,10 % var ikke-familier. 28,90 % af alle husstande bestod af enlige, og i 15.90 % af tilfældene boede der en person som var 65 år eller ældre.
Gennemsnitsindkomsten for en hustand var $31.943 årligt, mens gennemsnitsindkomsten for en familie var på $40.237. årligt.